# 布里维耶斯卡
布里维耶斯卡，是西班牙卡斯蒂利亚-莱昂布尔戈斯省的一个市镇。总面积81平方公里，总人口6271人（2001年），人口密度77人/平方公里。